# Exemption de Saint-Samson

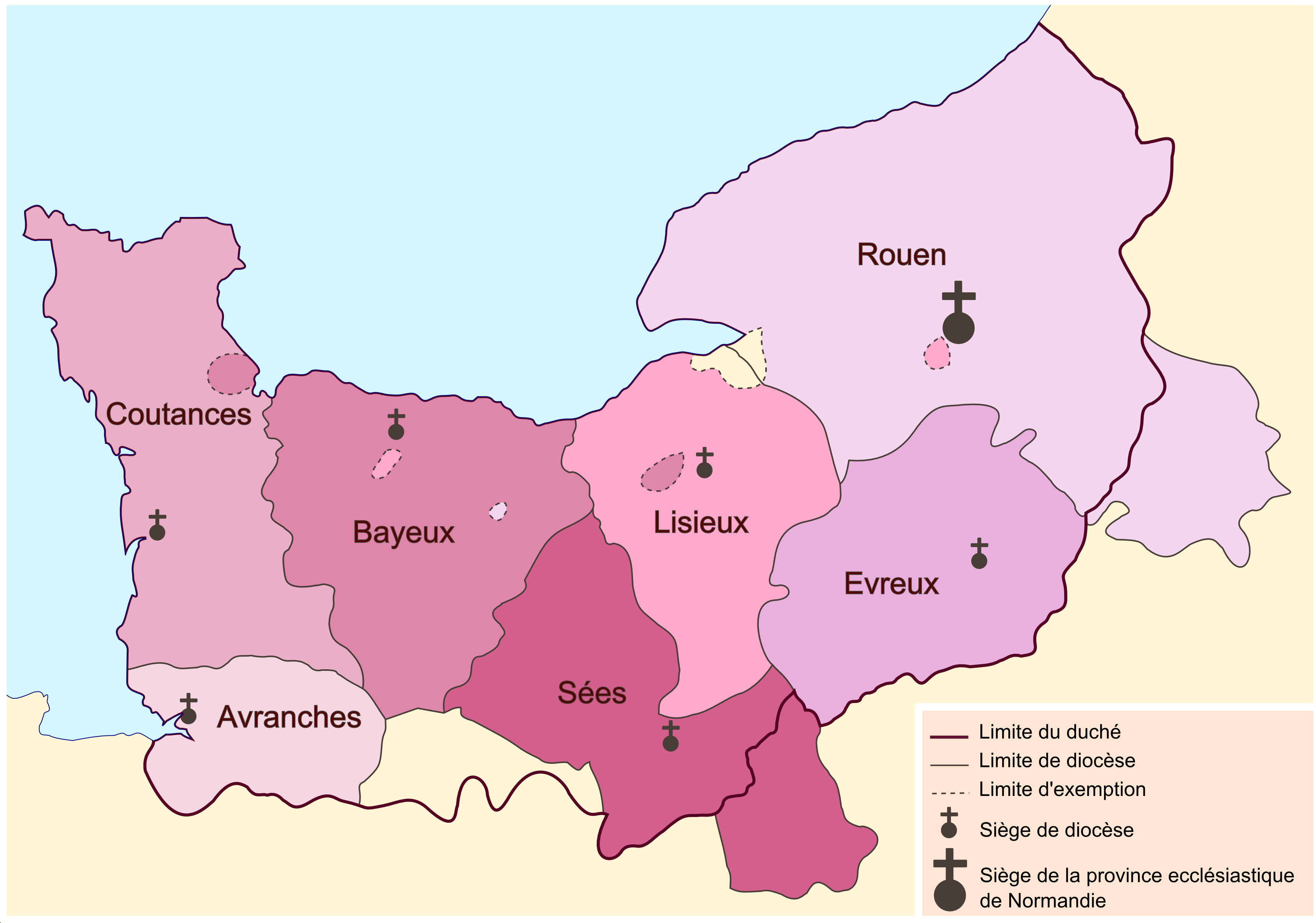
L'exemption de Saint-Samson en jaune entre Lisieux et Rouen

L'exemption de Saint-Samson regroupait les paroisses relevant de l'évêché de Dol enclavées en Normandie de part et d'autre de l'estuaire de la Risle entre les diocèses de Lisieux et de Rouen :
- Conteville
- Marais-Vernier
- La-Roque-sur-Risle et Saint-Samson-sur-Risle (aujourd’hui réunies en Saint-Samson-de-la-Roque)

Cette situation particulière provenait d'une donation qu'aurait faite Childebert Ier à l'évêque de Dol saint Samson à la suite de son intervention miraculeuse autant que légendaire contre un serpent monstrueux qui ravageait la contrée et, plus sûrement, par quelque service rendu en politique.   
Elle fait partie des quelques enclaves des évêchés de Normandie. Elle perdura jusqu'à la Révolution française. Cette enclave ecclésiastique était administrée par un grand vicaire de l'évêque de Dol.  